# Kirgisisch-tadschikische Beziehungen
Die Beziehungen zwischen Kirgisistan und Tadschikistan sind von verschiedenen Konflikten geprägt und sind ein bestimmendes Thema in der Außenpolitik beider Länder. Beide Länder sind ehemalige Sowjetstaaten und Mitglied in der GUS.
Tadschikistan und Kirgisistan haben unterschiedliche Ansichten, was die Grenzziehung angeht, und auch die tadschikischen Enklaven tragen zum kirgisisch-tadschikischen Grenzkonflikt bei.

## Geschichte
Kirgisistan versuchte im Oktober 1992 erfolglos, bei der Vermittlung zwischen konkurrierenden tadschikischen Truppen behilflich zu sein. Der kirgisische Präsident Askar Akajew entsandte später zusammen mit den Präsidenten Usbekistans Islom Karimov und Kasachstans Nursultan Nasarbajew eine gemeinsame Interventionstruppe, um den tadschikischen Präsidenten Emomalii Rahmon im tadschikischen Bürgerkrieg gegen Aufständische zu unterstützen. Das kirgisische Parlament verzögerte den Einsatz seines kleinen Kontingents jedoch um mehrere Monate bis zum späten Frühjahr 1993. Mitte 1995 mussten die kirgisischen Streitkräfte einen kleinen Teil der tadschikischen Grenze in der Nähe von Panj vor den tadschikischen Rebellen abriegeln.
Das größere Risiko für Kirgisistan durch Tadschikistan ist die allgemeine Destabilisierung, die der langwierige Bürgerkrieg in der Region mit sich gebracht hat. Insbesondere die Straße M41 ist zu einer wichtigen Route für illegale Schmuggler, die zum Beispiel Waffen und Drogen transportieren, geworden. Auch ein Treffen der Leiter der Staatssicherheitsbehörden Tadschikistans, Kirgisistans, Kasachstans und Usbekistans im Frühjahr 1995 in Osch kam zu dem Schluss, dass die ethnischen, sozialen und wirtschaftlichen Bedingungen in Osch denen in den tadschikischen 1980er-Jahren zunehmend ähnlich seien und erkannte damit das Potenzial zum Übergreifen der Instabilität Tadschikistans auf das Gebiet Osch an.
Ab dem 28. April 2021 kam es zu bewaffneten Zusammenstößen zwischen den beiden Ländern, bei dem mehr als 40 Menschen starben und 30.000 Menschen allein auf der kirgisischen Seite vertrieben wurden. Am 14. September 2022 kam es erneut zu bewaffneten Zusammenstößen, bei denen mindestens 94 Menschen starben.

## Diplomatische Beziehungen
Beide Länder haben Botschaften im jeweils anderen Land.

### Staatsbesuche
| Gast                   | Gastgeber          | Besuchsort | Datum          |
| ---------------------- | ------------------ | ---------- | -------------- |
| Emomalij Rahmon        | Askar Akajew       | Bischkek   | Januar 1993    |
| Emomalij Rahmon        | Askar Akajew       | Bischkek   | Mai 1998       |
| Emomalij Rahmon        | Kurmanbek Bakijew  | Bischkek   | September 2007 |
| Emomalij Rahmon        | Almasbek Atambajew | Bischkek   | Mai 2013       |
| Askar Akajew           | Emomalij Rahmon    | Duschanbe  | Juli 1996      |
| Askar Akajew           | Emomalij Rahmon    | Duschanbe  | Mai 2004       |
| Kurmanbek Bakijew      | Emomalij Rahmon    | Duschanbe  | Mai 2008       |
| Rosa Otunbajewa        | Emomalij Rahmon    | Duschanbe  | November 2010  |
| Sooronbai Dscheenbekow | Emomalij Rahmon    | Duschanbe  | Februar 2018   |
| Sadyr Dschaparow       | Emomalij Rahmon    | Duschanbe  | Juni 2021      |

Quelle bis 2013: 